# Kijowski szlak solny
Kijowski szlak solny – stary szlak handlowy, którym transportowano sól pochodzącą z panwi północnego Krymu do Kijowa i całej Rusi Kijowskiej.
Pierwsza wzmianka o tym szlaku występuje w litopysie z 1170. Szlak ten prowadził z Krymu przez Perekop, lewym brzegiem Dniepru w górę jego biegu, przechodził na prawy brzeg Brodem Kamiańskim koło ujścia rzeki Konka, prowadząc prosto na północ omijał wielkie kolano Dniepru. Następnie ponownie przechodził na lewy brzeg Dniepru brodem koło ujścia Worskli, i prowadził dalej w kierunku Kijowa, gdzie dochodził do miasta przekraczając rzekę po raz kolejny.
Innym źródłem dostaw soli dla Rusi były ruskie żupy solne wschodniego Podkarpacia.